# サッカー (犬)
サッカー（Soccer, 1988年5月17日 - 2001年6月26日）は、アメリカで俳優活動を行っていたジャック・ラッセル・テリアである。『夢みる小犬 ウィッシュボーン』ウィッシュボーン役で知られる。

## 経歴
コネチカット州出身。最初の飼い主は、ちょうど知人の調教師が体色に特徴のあるジャック・ラッセル・テリアを求めていたことから、生後8週間でこの知人に子犬を譲り渡した。子犬は体のあちらこちらに斑点模様があり、丸まったところがちょうどサッカーボールのように見えたことから、サッカーと名付けられた。
調教師のもとでサッカーは、Mighty DogやChuck WagonといったドッグフードのCMのほか、ナイキの宣伝にも出演した。しかし、サッカーにとって転機となったのは、PBSが1995年から放送を開始したテレビシリーズ『夢みる小犬 ウィッシュボーン』への出演であった。サッカーは100匹以上の犬の中から選ばれ、この番組の主役であるウィッシュボーン役を演じることになった。制作者側はオーディションで多くの犬を見続けてきたが、サッカーを見たとたんに犬探しは終わったと感じたという。
この作品は本好きで夢見がちな主人公の犬、ウィッシュボーンが物語の世界に入り込み、古典文学作品のさまざまな役を演じる、という内容で、主役は衣装をつけ、難易度の高い演技をこなす必要があった。1回分の撮影が終わるとすぐに次の回の撮影に必要な演技の練習を始める、という過密スケジュールで、代役も用意されていたものの、ほとんどの場面をサッカーが演じた。番組は人気を得、撮影の合間にサッカーが学校を訪問すると長い列ができた。同時期に放送されていたシットコム『そりゃないぜ!? フレイジャー』でもムースという名のジャック・ラッセル・テリアが出演して人気を得ており、2匹はアメリカにおけるこの犬種の認知に大きな役割を果たした。